# Bactrocera cucumis
Bactrocera cucumis är en tvåvingeart som först beskrevs av French 1907.  Bactrocera cucumis ingår i släktet Bactrocera och familjen borrflugor. Inga underarter finns listade.